# Девушка без комплексов
«Девушка без комплексов» (англ. Trainwreck) — американская комедия режиссёра Джадда Апатоу по сценарию Эми Шумер. Эми Шумер сыграла в фильме главную роль в компании Тильды Суинтон, Эзры Миллера, Билла Хейдера, Бри Ларсон, Колина Куинна и Леброна Джеймса. Съёмки начались в Нью-Йорке в мае 2014 года, а в июле 2015 года состоялась премьера в США.

## Сюжет
Главная героиня картины Эми Таунсенд. Ей чуть за тридцать, она придерживается свободных взглядов, злоупотребляет алкоголем и обычно не ходит дважды с одним парнем на свидание. Эми сотрудница мужского журнала, она получает задание от шефа написать статью о спортивном враче Ароне. После интервью, закончившегося постелью, Эми неожиданно остаётся на ночь у Арона, хотя раньше так не делала. На следующий день Арон предлагает Эми продолжить отношения, чего она уже совсем не планировала.
Тем не менее отношения пары постепенно развиваются. У Эми сложности с отцом, который находится в доме престарелых и затем умирает от передозировки лекарств. Эми ссорится с сестрой Ким, так как она не присмотрела за отцом. Арон пытается её поддержать и приглашает Эми на церемонию вручения ему профессиональной премии. Однако Эми получает неожиданный звонок с угрозой увольнения и срочное задание от руководства, после чего спонтанно покидает церемонию. Арон обижается на Эми и они расходятся. В итоге, Эми всё равно увольняют, и она с горя переспала с парнем, который оказался несовершеннолетним. Эми пытается привести свою жизнь в порядок и ищет примирения с сестрой, которая ждёт ребенка. Эми, не смотря ни на что понимает, что любит Арона и пытается исправить свои ошибки. Главные герои решают дать ещё один шанс своим отношениям.

## В ролях
- Эми Шумер — Эми Таунсенд
- Тильда Суинтон — Дианна
- Билл Хейдер — доктор Аарон Коннерс
- Бри Ларсон — Ким
- Колин Куинн — Гордон
- Джон Глейзер — Шульц
- Ванесса Байер — Никки
- Джон Сина — Стивен
- Дэниел Рэдклифф — выгульщик собак
- Мариса Томей — хозяйка собаки
- Method Man — смотритель в доме престарелых
- Эзра Миллер — Дональд
- Норман Ллойд — Норман
- Леброн Джеймс — камео
- Тим Медоуз — Тим
- Рэндалл Парк — Брайсон
- Амаре Стадемайр — камео
- Мэттью Бродерик — камео
- Марв Альберт — камео
- Крис Эверт — камео

## Производство
26 августа 2013 года кинокомпания Universal Pictures взяла в работу безымянный сценарий, написанный Эми Шумер, в котором ей же отводилась главная роль. Уже в ноябре 2013 года было объявлено, что режиссёром фильма станет Джадд Апатоу, а 8 января была заявлена дата выхода фильма — 24 июля 2015. 30 января к команде присоединился Билл Хейдер, а 18 февраля 2014 — Бри Ларсон. Основной состав стал известен в марте 2014, когда своё участие подтвердили Колин Куинн, Джон Сина, Джон Глейзер, Эзра Миллер и Тильда Суинтон. 7 мая к процессу присоединился Леброн Джеймс. А 30 июня на съемках был замечен Дэниел Рэдклифф. В декабре 2014 было объявлено, что музыку к фильму напишет Джон Брайон.
В интервью The New York Times Шумер рассказала, что первоначальный сценарий был почти полностью переписан, а акцент смещён на комедийную составляющую фильма. За основу было взято прошлое самой Эми.
Съёмки начались 19 мая 2014 года в Нью-Йорке и проходили на Манхэттене и Лонг-Айленде, а 24 июня гулявшие в Центральном парке могли наблюдать эмоциональные сцены, разыгравшиеся между героями Шумер и Ларсон. 30 июня к радости собравшихся Дэниел Рэдклифф выгуливал на камеру собак в Брайнт-парке. Первого августа съемки завершились.
Первый отчёт с места съемок был опубликован 18 июля 2014 в статье «The New York Times».

## Релиз
Черновая версия фильма была показана на фестивале «South by Southwest» 15 марта 2015. В Исландии, Камбодже и Румыни выход фильма состоялся 24 июля 2015 года, в Дании, Казахстане и России — 10 сентября 2015 года, в Бразилии и Чили — 24 сентября 2015 года.

## Отзывы
Фильм получил положительные отзывы от критиков. На сайте «Rotten Tomatoes» его рейтинг одобрения 86 % (106 отзывов со средним рейтингом 7,2/10). На сайте «Metacritic» фильм набрал 75 из 100 на основании 37 отзывов.

## Инциденты
23 июля 2015 года во время показа фильма в кинотеатре «Grand 16 Theatre» города Лафейетт, расположенном в американском штате Луизиана, произошла стрельба, в результате которой погибло 3 человека, семеро были ранены.